# Пересічна (станція)
Пересічна — проміжна залізнична станція Харківської дирекції залізничних перевезень Харківської залізниці. Розташована на одноколійній електрифікованій постійним струмом лінії Шпаківка — Готня між станціями Шпаківка та Рогозянка у смт Пересічне Дергачівського району. На станції зупиняються тільки приміські поїзди. Залізобетонна платформа острівного типу була побудована у 1970 році та нині знаходиться у зношеному стані.